# Missions jésuites en Nouvelle-France

Jésuites-emblème.

Les Missions jésuites en Nouvelle-France englobent une série de postes missionnaires établis par les Jésuites de 1634 à 1760 dans le but d'évangéliser les Amérindiens de la région et y promouvoir la religion catholique.

## Les Amérindiens du Canada auXVIIesiècle
La Nouvelle-France était dominée par deux familles linguistiques amérindiennes : la famille algonquienne et la famille iroquoienne.  Les missionnaires jésuites tentèrent de s’imposer dans la vie des groupes d’Amérindiens appartenant à ces deux familles, surtout entre 1632 et 1658, lorsque les Jésuites eurent le monopole missionnaire en Nouvelle-France. Leur contact prolongé avec divers groupes d’indigènes permit aux Jésuites de devenir adeptes dans les traditions et la culture des Amérindiens.   
Pour les Jésuites, la conversion ne se limita pas au baptême, mais fit partie d’un projet de développement qui chercha à transformer tous les aspects de la vie des Amérindiens. Ce programme de changement fondamental, que les jésuites appelaient metanoia, consistait en la transformation du païen et de son mode de vie barbare en un néophyte qui démontrait non seulement sa compréhension du catholicisme, mais aussi une capacité et un désir d’appliquer les instructions des Jésuites dans leur vie.  Ainsi, les Jésuites étaient convaincus que seule une transformation complète de la vie des Amérindiens eût pu offrir à ces derniers l’espoir du salut, et ils interprétèrent le processus de civilisation des Amérindiens comme étant la phase préalable à l’adoption du christianisme.

## La Compagnie de Jésus

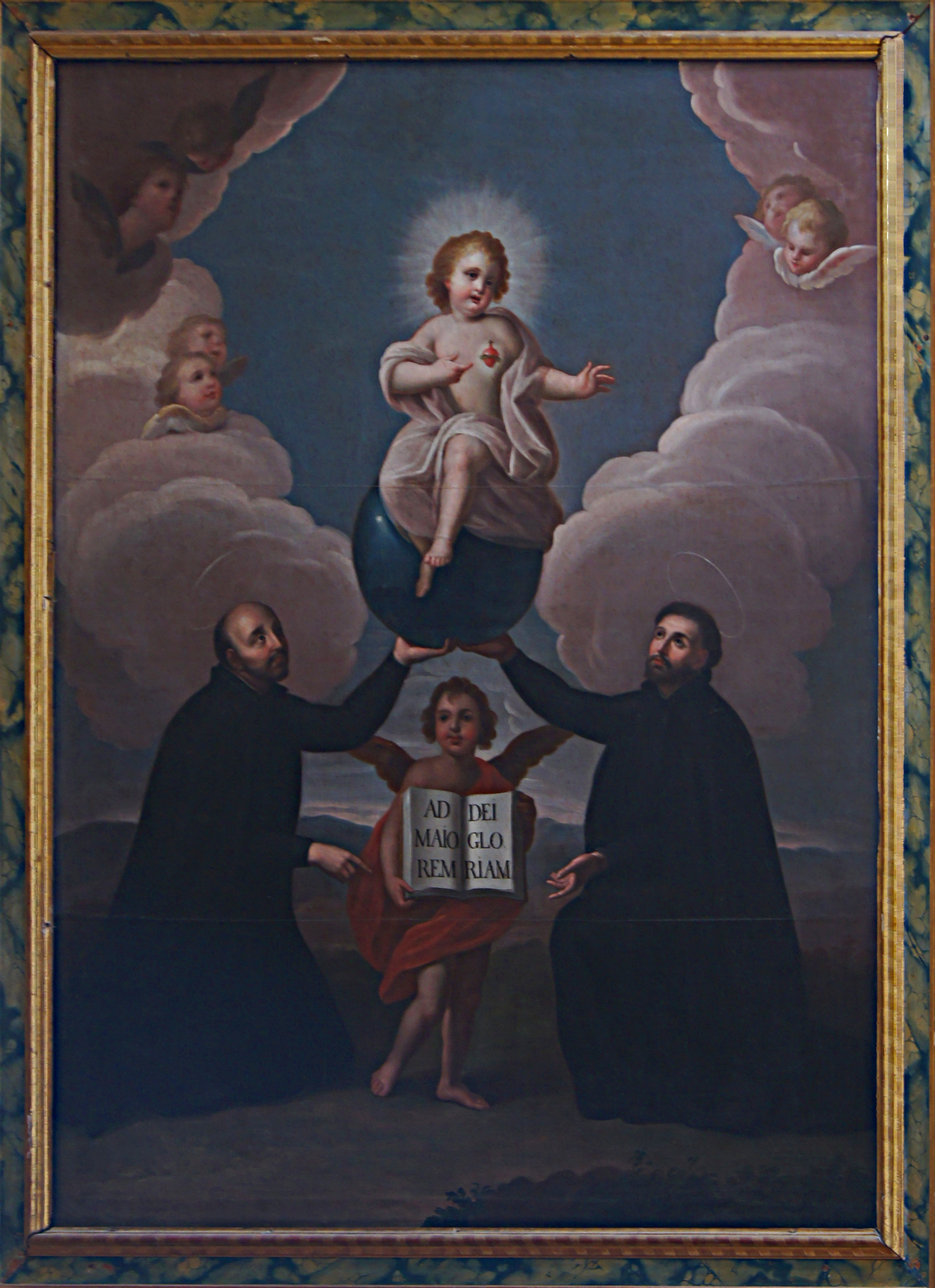
Jesuites Ignace et Xavier.

Fondé par le basque Ignace de Loyola avec un groupe d'amis dans le Seigneur', l’ordre des Jésuites vit le jour le 27 septembre 1540, quand il fut approuvé par le pape Paul III. Les Jésuites étaient souvent caractérisés comme les soldats du Christ, particulièrement à cause de leur défense et de leur prosélytisme conquérant des décrets du concile de Trente. Bien que le Jésuites furent définitivement du côté de la Contre-Réforme, ils n'étaient pas aveugles à l’anachronisme qu'était devenue la religion catholique dans la société française, ni à la déformation et la négligence que le catholicisme eût subi en raison de l’ignorance de la population française en général.  Ainsi, les Jésuites croyaient que la religion catholique était en besoin de renouvellement et que c’était leur responsabilité d’éduquer et de réformer les ignorants afin d’inculquer dans la vie de ses gens les valeurs et les mœurs véritablement catholiques.
Le but primordial des Jésuites, à l’intérieur comme à l’extérieur de la France, était de contribuer à la réforme de l’Église catholique et ainsi contrer l'expansion de la Réforme protestante.  L’opportunité de transmettre cette mission outre-mer ne se présenta que vers la fin du règne de Henri IV, lorsque ce dernier tenta de centraliser le pouvoir royal à l’intérieur de la France et dans la colonie nord-américaine.  Les missions outre-mer s’ouvrent en deux directions, soit vers l’Amérique et vers le Levant.  En Nouvelle-France, les missionnaires jésuites se façonnèrent en martyres qui répandaient, par la parole et par l'exemple, un catholicisme réformé.  En entreprenant leurs activités missionnaires, ils se rassuraient non seulement de sauver les âmes des ignorants, mais aussi de leur propre salut.

## LesRelations des Jésuites
Les Jésuites entretenaient des liens avec la métropole à travers l’écriture de relations. Ces documents consistaient en des rapports annuels de leurs expériences à travers l’Amérique du Nord.  Les relations sont divisées en deux types principaux : des récits personnels autour d’une chronique d'évènements, et des  compilations en forme de  catalogue encyclopédique traitant des coutumes et croyances des nouvelles cultures dont ils faisaient une étude ethnographique.  Ces textes étaient lus par une audience fidèle composée de prêtres, sœurs, et de laïcs pieux vivant en France.

## Stratégies missionnaires
Une fois établis en Nouvelle-France, les Jésuites ciblèrent d'abord les groupes Autochtones qui vivaient d’une manière semblable aux paysans français (qui étaient d'ailleurs l'objectif des missions jésuites en France à la même période). De fait, les Jésuites se dévouèrent principalement auprès des peuples de la famille iroquoienne, car ils étaient sédentaires et vivaient pour une bonne part de l'agriculture.
Les Jésuites dirigeaient leurs missions vers les Hurons entre 1634 et 1650 et vers les Iroquois à partir de 1654, après que ces derniers eurent décimé les Hurons en guerre.  Vraisemblablement, cet intérêt pour les peuples sédentarisés impliquerait l’exclusion des groupes appartenant à la famille algonquienne, qui étaient nomades et qui vivaient principalement de la chasse. Pourtant, les Jésuites entreprirent également des missions en direction des groupes algonquiens, notamment les Montagnais, Algonquins et les Micmacs. Les Jésuites se persuadèrent que le danger, la primitivité, et la brutalité qui caractérisaient la vie de ces groupes nomades inciteraient ces peuples à se civiliser et, en conséquence, à se christianiser.    
Les Jésuites mettaient beaucoup l'accent sur des techniques pédagogiques pour convertir les Amérindiens. Dans les premières années de leur monopole, les Jésuites établirent des séminaires, qui étaient en fait des écoles pour éduquer les enfants Amérindiens.  L’objectif des séminaires était de couper les liens culturels et communautaires des enfants en les séparant de leurs familles et de les transformer en fervents chrétiens.  Effectivement, les Jésuites croyaient que les enfants étaient plus influençables que leurs parents, et ils s'attendaient à ce que les enfants, une fois de retour dans leur communauté d’origine, propageraient la foi chrétienne à leurs parents et à leurs aînés.  En dépit des fortes espérances qu’engendrèrent les séminaires, les Jésuites se résignèrent à les abandonner, car ils s’avérèrent inefficaces et mal conçus pour les Amérindiens.
À la suite de l’échec des séminaires, les Jésuites entreprirent un deuxième projet de conversion qui s'avéra plus coercitif que le premier : les réductions. Inspirées des reducciones du Paraguay, les réductions étaient des enclaves qui isolaient les néophytes des Amérindiens non-convertis. Contrairement aux séminaires, les réductions visaient les Amérindiens adultes.  Entre 1638 et 1676, les Jésuites créèrent cinq réductions pour cinq groupes Amérindiens au Canada.  Celles à Sillery, près de Québec, et à la Conception, à proximité de Trois-Rivières, regroupaient des Montagnais et des Algonquins.  La réduction à Notre-Dame-de-la-Foye puis à Lorette était peuplée par des Hurons, et celle à La Prairie de la Magdeleine et ensuite au Sault Saint-Louis, par des Iroquois.  Enfin, des Abénaquis (appartenant à la famille algonquienne) s’installèrent dans la réduction de Sillery et par la suite au Sault de la Chaudière.  En établissant les réductions, les Jésuites n’avaient pas l’intention de reproduire les coutumes et les mœurs européennes dans les communautés de néophytes.  Plutôt, les Jésuites jugeaient que les Européens, en Amérique comme en Europe, avaient dévié du mode de vie chrétien.  Pour cette raison, la réduction était conçue comme un projet pour construire des communautés catholiques nouvelles et meilleures en Nouvelle-France.

## Missions

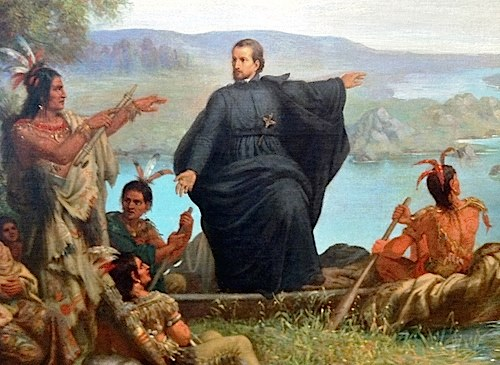
Père Marquette qui prêche.

- En 1639 les missionnaires jésuites établissent  Sainte-Marie-au-pays-des-Hurons[23]
- Établie en 1667, la première mission iroquoise par les Jésuites en Nouvelle-France était nommée Kentaké. Celle-ci fut déplacée en 1676 et rebaptisée Kahnawake.
- La mission Sainte-Marie fut établie sur le territoire de la ville de Sault Ste. Marie au Michigan par le père missionnaire Jacques Marquette en 1668.
- La mission Saint-Ignace fut installée sur l'île Mackinac par le père Claude Dablon en 1670.
- En 1671, les Jésuites construisirent la mission Saint-François-Xavier à La Baye.  Le Fort La Baye fut ensuite édifié en 1717.
- La mission Saint-Joseph créé en 1680 par le Père Claude-Jean Allouez.
- La mission de l'Ange Gardien créé en 1696 à Chicago par le Père Pierre François Pinet.
- La mission de l'Immaculée Conception en 1703 fut le noyau autour duquel vint grandir le village de Kaskaskia situé au Pays des Illinois. Le centre jésuite de Kaskaskia était très actif et fit de la Haute-Louisiane un des centres les plus évangélisateurs. Il permit la conversion de nombreux Illinois[24].

Les missions étaient l'un des trois moyens majeurs employés par la couronne de France pour étendre ses frontières et consolider ses terres.

### Prélude au monopole jésuite

#### La mission acadienne
Les Jésuites s’introduisirent en Nouvelle-France pour la première fois en 1611, lorsque les Pères Pierre Biard et Énémond Massé se rendirent à Port-Royal, en Acadie.  Ces deux missionnaires entreprirent de christianiser le peuple algonquien de la région, les Micmacs.  À vrai dire, les Jésuites ne furent pas les premiers missionnaires en Acadie : à leur arrivée, plusieurs Micmacs étaient déjà baptisés.  Par contre, Biard et Massé se lamentèrent que les Micmacs avaient reçu le baptême simplement afin de symboliser l’alliance économique avec les colons Français, et non pas en raison qu’ils fussent véritablement devenus croyants et qu’ils eussent changé leurs coutumes et leurs mœurs.  Afin de pouvoir instruire les Micmacs sur le christianisme et de les convertir en néophytes authentiques, les Jésuites comprirent qu’ils devaient apprendre la langue de ces Amérindiens.  Ainsi reconnurent-ils que seul le catéchisme put transformer la vie des Micmacs de manière que ces derniers soient prêts à être baptisés. Malheureusement pour les Jésuites, leur mission en Acadie fut promptement interrompue après qu'une flottille anglaise commandée par Samuel Argall ait détruit la colonie acadienne.
Les Récollets avaient un statut d’ordre mendiant, et donc ne pouvaient pas s’aventurer dans les affaires commerciales afin de supporter la subsistance autonome de leur mission dans la colonie. Ils invitèrent donc les Jésuites à se joindre à leur travail d’évangélisation.
Espérant de meilleurs résultats que la mission échouée en Acadie, les Jésuites repartirent vers la colonie pour y rejoindre les Récollets. Cette deuxième tentative de mission jésuite était sous la direction du père Pierre Coton. À ses côtés, arrivèrent en Nouvelle-France, en 1625, les pères Énemond Massé et Jean de Brébeuf.
En 1629, la collaboration harmonieuse entre Récollets et Jésuites prit fin, lorsque tous les missionnaires furent rappelés en France, conséquence de la reddition de Québec à la suite de l’attaque anglaise commandée par les frères Kirke la même année.
En 1632, après réappropriation de la Nouvelle-France par la France, le monopole religieux de la colonie fut enlevé aux Récollets et accordé aux Frères mineurs capucins par le cardinal Richelieu. Les Capucins renoncèrent au poste et cédèrent la place aux Jésuites, qui maintinrent leur monopole jusqu’en 1657.
Sous la direction du Père Paul Le Jeune, cette troisième mission jésuite marqua un point tournant dans l’histoire des missions en Nouvelle-France. En effet, à partir de 1632, les Jésuites décidèrent de changer de politique de conversion, et par ce fait transformèrent les relations entre les Amérindiens et les missionnaires français.

### Mission algonquienne

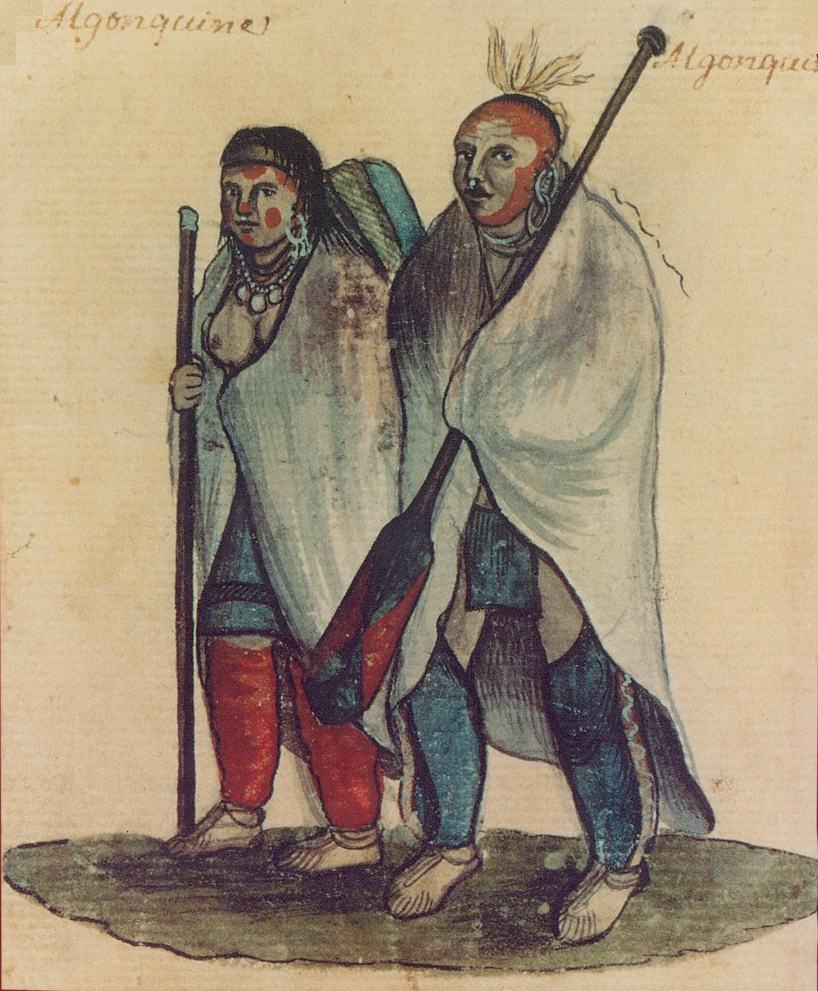
Algonquins.

Les missions des Jésuites dirigées vers les peuples Algonquiens, particulièrement vers les Montagnais et les Algonquins, étaient expressément désignées pour subvertir le mode de vie de ces groupes nomades en les sédentarisant. Du point de vue des Jésuites, la christianisation des Montagnais et des Algonquins dépendait avant tout de leur sédentarisation.  

#### Les réductions à Sillery et à la Conception
C’est en créant des réductions que les Jésuites espéraient transformer ces Amérindiens nomades et chasseurs en fermiers disciplinés et sédentaires.  Les Jésuites établirent une première réduction à Sillery, près de Québec, en 1638, et une deuxième à la Conception, près de Trois-Rivières, en 1641.  Pour attirer ces Amérindiens dans les réductions et, une fois qu’ils s’y étaient rendus, les forcer à rester en place et de cultiver la terre, les Jésuites offraient aux Amérindiens des vivres et de l’assistance militaire.   
Les réductions permirent l’implantation d’une structure de surveillance par laquelle les missionnaires jésuites pouvaient enrégimenter la pratique religieuse et les comportements des néophytes afin de s’assurer que ces derniers ne retombassent pas dans des croyances et des pratiques que les Jésuites considéraient comme superstitieuses et contraires au christianisme. Tout d’abord, les Jésuites s’arrogèrent le pouvoir légal d’administrateur des réductions, même s’ils reconnaissaient les Amérindiens comme étant les propriétaires de la seigneurie.  Au besoin, les Jésuites recouraient à des tactiques coercitives afin d’instaurer la discipline parmi les Amérindiens et de forcer ces derniers à participer aux rites chrétiens.  S'ils le jugeaient nécessaire, les Jésuites infligeaient des châtiments physiques aux délinquants.           
Malgré leurs efforts pour sédentariser et convertir les peuples Algonquiens, les Jésuites constatèrent que le nomadisme, imprégné dans la vie et la culture des Montagnais et des Algonquins, représentait un obstacle trop difficile à surmonter directement. Au lieu de persister dans leur mandat apostolique de transmettre les mœurs et les rites rudimentaires du christianisme, les Jésuites se résignèrent à faire des concessions. Ils jugèrent en effet que, le nomadisme s'avérant incontournable, ils auraient plus de succès s'ils accompagnaient et enseignaient aux Algonquiens durant leurs chasses au lieu de les forcer à se sédentariser.  En raison de l'échec des réductions à Sillery et à la Conception et de l'ouverture d'autres missions dans les communautés huronnes et iroquoises, les Jésuites attribuèrent de moins en moins d'importance aux réductions algonquiennes dès 1652.

### Mission huronne
En juillet 1626, à son retour d’une missions aux côtés des Montagnais, le père Jean de Brébeuf fut envoyé tout de suite par le père Charles Lalemant chez les Hurons afin d’y aider les Récollets. Après trente jours de voyage et 1 500 kilomètres parcourus, il rejoignit le récollet Père Laroche Daillon. Durant cette période, la stratégie de Brébeuf ne se concentra pas sur la conversion mais plutôt sur l’établissement des conditions préalables à ce travail. En début de l’année 1628, Brébeuf se retrouva seul prêtre auprès des Hurons. À son départ en 1629, il avait déjà une bonne connaissance de la langue huronne et était bien imprégné de leurs mœurs et coutumes.
À son retour en Nouvelle-France en 1633, Jean de Brebeuf revint à Trois-Rivières. Là, il fut chargé par Le Jeune de couvrir exclusivement la région Huronne. En attendant ce départ, il se consacra à l’enseignement de la langue huronne aux missionnaires, puisqu’il était convaincu que cette connaissance était indispensable au succès du processus d’évangélisation de l’Huronie.
Jean de Brébeuf se rendit dans le pays Huron en juillet 1634 et en devint le premier supérieur jésuite, avec le mandat de christianiser et civiliser. Deux jésuites et sept autres Français l’y accompagnaient au début, et d’autres s’y ajoutèrent au fil du temps. Ces premiers arrivés, sous les ordres de Brébeuf, s’adonnèrent à la compilation d’un dictionnaire huron, à la constitution d’une grammaire de la langue et à une meilleure connaissance de ce peuple sédentaire.
L’objectif de Brébeuf était de bien préparer le terrain afin de s’assurer que les néophytes hurons seraient véritablement convertis, qu’ils le demeureraient et qu’ils pourraient collaborer aux efforts ultérieurs de conversion des autres membres de leurs tribus. Conformément à la stratégie missionnaire rigoriste des Jésuites, les collaborateurs de Brébeuf se rendaient dans les cabanes de familles huronnes afin de leur exposer des notions du catéchisme de base. Ils visaient en priorité les jeunes enfants et les personnes âgées.

#### Séminaires
En parallèle à la méthode qui consistait à s’introduire dans le foyer huron, Brébeuf développa aussi, avec le père Le Jeune, un système de séminaire pour Hurons à Québec. Cette approche, en contrepartie, déplaçait un certain nombre d’enfants Hurons vers les missionnaires Français, en les arrachant de leur milieu naturel et en les plaçant dans un environnement où ils étaient imprégnés d'un enseignement et d'un mode de vie français et catholique.
À son ouverture en 1636, le séminaire pour jeunes Amérindiens à Québec était destiné exclusivement aux membres des nations huronnes. Il ne sera ouvert aux autres groupes amérindiens qu’après 1638. Cette approche défendue par Le Jeune renfermait plein d’espoir de réussite. Selon lui, séparés par au moins trois cents lieues de leurs proches, la disposition des jeunes à une conversion fructueuse augmentait. Les recrues, peu nombreuses, étaient principalement des enfants.
Bien que Brébeuf choisissait attentivement les Hurons qu’il croyait les plus aptes à répondre à cette méthode d’assimilation, les résultats de cette stratégie furent peu fructueux. Même après avoir passé du temps en France, les Hurons replongeaient vite dans leurs anciennes habitudes à leur retour chez eux. Vu que leur autorité au sein de leur communauté était limitée, les connaissances catholiques des enfants n’eurent pas l’impact qu’espéraient les Jésuites sur le reste des Hurons.

#### Les Hurons

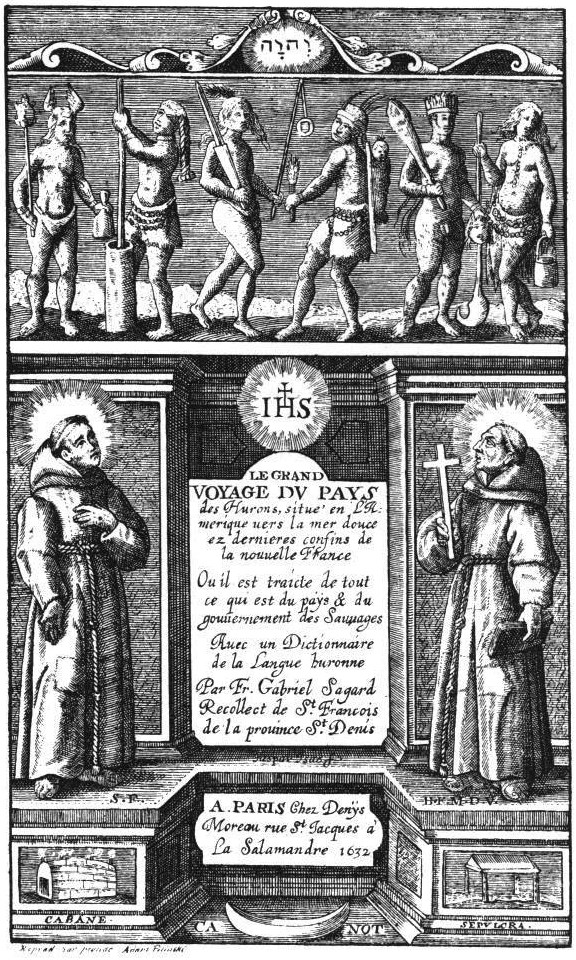
Le Grand Voyage du Pays des Hurons 1632 Gabriel Sagard.

Dès 1609, les missionnaires français eurent connaissance de l’existence de regroupements de peuples sédentaires, établis dans l’intérieur du continent. En 1615, le premier récollet se rendit dans ce regroupement de villages à bord d'un canot huron à partir de Montréal. Cette nation était une confédération de quatre tribus : les Arendarhonons, les Attignawantans, les Attigneenongnahacs, et les Tahontaenrats. La cellule de cette société matriarcale était la cabane. Peuple sédentaire, cultivant le sol, les Hurons avaient des grandes cabanes pouvant aller jusqu’à soixante mètres de longueur par huit mètres de largeur.
Pour les Hurons, une attitude tolérante envers le christianisme n’était pas synonyme d'abandon de leurs coutumes ancestrales. Cette tolérance qu’ils cultivaient était en partie motivée par la valeur qu’ils accordaient à leur alliance avec les Français. En retour de leur malléabilité religieuse, ils bénéficiaient de conditions commerciales privilégiées dans la traite de fourrures et de la protection française contre d’éventuelles attaques iroquoises.
Le pouvoir colonial exhibait ouvertement sa proximité avec les missionnaires. Les colons français clamaient ostensiblement que les avantages commerciaux et militaires dont jouissaient les Amérindiens dépendaient d’une attitude positive envers la présence et le message les Jésuites. En effet dès 1634, le pacte franco-huron déclarait qu’il y aurait du commerce entre les Français et les Hurons seulement à condition que les missionnaires fussent admis en Huronie.
Pourtant, le contact avec le monde Français s’avéra coûteux pour les Hurons. Des milliers moururent de la petite vérole et de dysenterie. Les épidémies qui ravagèrent les nations huronnes épargnaient la vie des Jésuites, immunisés à ces maladies. Cette constatation eut un impact négatif sur les relations, préalablement harmonieuses, entre Hurons et Jésuites. Jean de Brébeuf prit, à la suite des ravages des virus, la forme d’un sorcier dangereux aux yeux des Hurons. L’introduction des virus était en réalité liée au contact avec de nouveaux Français laïcs, entre autres lors de voyages hors de Huronie ou durant des transactions avec de nouveaux partenaires français. La source de ces épidémies ne remontait pas aux jésuites qui côtoyaient les Hurons déjà depuis plusieurs années[version des jésuites].
Ceci n’empêcha pas Brébeuf, le plus « huron » de tous les Français, d’être menacé de mort et d’être haï par certains Hurons à la suite de la perte des leurs à cause de maladies françaises. Au summum des tensions, Brébeuf rédigea son testament, tant la conviction était forte au sein des Jésuites qu’il serait sacrifié par les Hurons en colère.
Ces conditions ne les découragèrent pas outre mesure à cause de l’idéologie martyrisante qui motivait les Jésuites. Ils se considéraient soldats dans une sainte guerre, et avaient la détermination d’aller tout au bout de leur mission : revendiquer la souveraineté du Christ sur le monde entier, vaincre tous ses ennemis, et ainsi entrer dans la gloire du Père[d'où la conviction de Brébeuf d'être tué ?].
Vers 1638, une accalmie se fit ressentir et Brébeuf continua assidûment sa mission d’intégration au sein des communautés huronne tout en imposant l’adoption des valeurs chrétiennes. Il dénonçait les pratiques des chamans hurons, pratiques qu'il considère relever de la sorcellerie. Cette même année, Brébeuf, détesté des Hurons, fut remplacé par le père Lalemant comme supérieur de la mission en Huronie.
Sous la direction de Lalemant, les missionnaires changèrent de stratégie. Le territoire huron était perçu par ce père comme un diocèse. C’est sous ses ordres que fut construit le village de Sainte-Marie-au-pays-des-Hurons. Ce lieu fortifié abritait tous les Français, laïcs et religieux, et retira les Jésuites de leur campement au sein des villages hurons. L’érection de ce centre français enleva aux français la qualité de protecteur qu’ils avaient en vivant parmi les familles huronnes. Conséquemment, les Hurons se retrouvèrent plus vulnérables aux attaques Iroquoises.
En 1641, la guerre entre Hurons et Iroquois prit de plus en plus d’envergure et les activités commerciales liées à la fourrure furent mises à risque. Brébeuf proposa une déclaration de guerre officielle par la France aux Iroquois et à leurs alliés Hollandais. Quelques soldats furent envoyés en Huronie afin de la protéger d’une éventuelle invasion.
En 1644, à mesure que la situation de guerre empirait et que les Hurons perdaient face aux Iroquois, le taux de conversion huronne au christianisme augmentait. À la suite de certaines interventions de Jésuites, des convertis se firent nommer chefs. Le vide laissé par la mort en bataille de plusieurs chefs facilita cette situation inespérée pour les missionnaires.
Cette consolidation des liens franco-hurons n’empêcha pas l’invasion du territoire de la Huronie par les Iroquois en 1649. Poursuivant le pillage et le massacre des hurons, la large cohorte iroquoise attaqua le village de Saint-Louis le 16 mars 1649 et y trouvèrent Brébeuf qui avait été torturé et tué le jour même. Le 14 juin 1649, le père Ragueneau ordonna la destruction du fort de Sainte-Marie-des-Hurons et prit refuge sur l’île Ahoendoe avec les hurons survivants. Ils y demeurèrent un an, dans des conditions misérables de famine et de subjugation.
Le 10 juin 1650, portant avec eux les restes du père Jean de Brébeuf, Jésuites et Hurons catholiques prirent refuge à Québec.

### Mission iroquoise

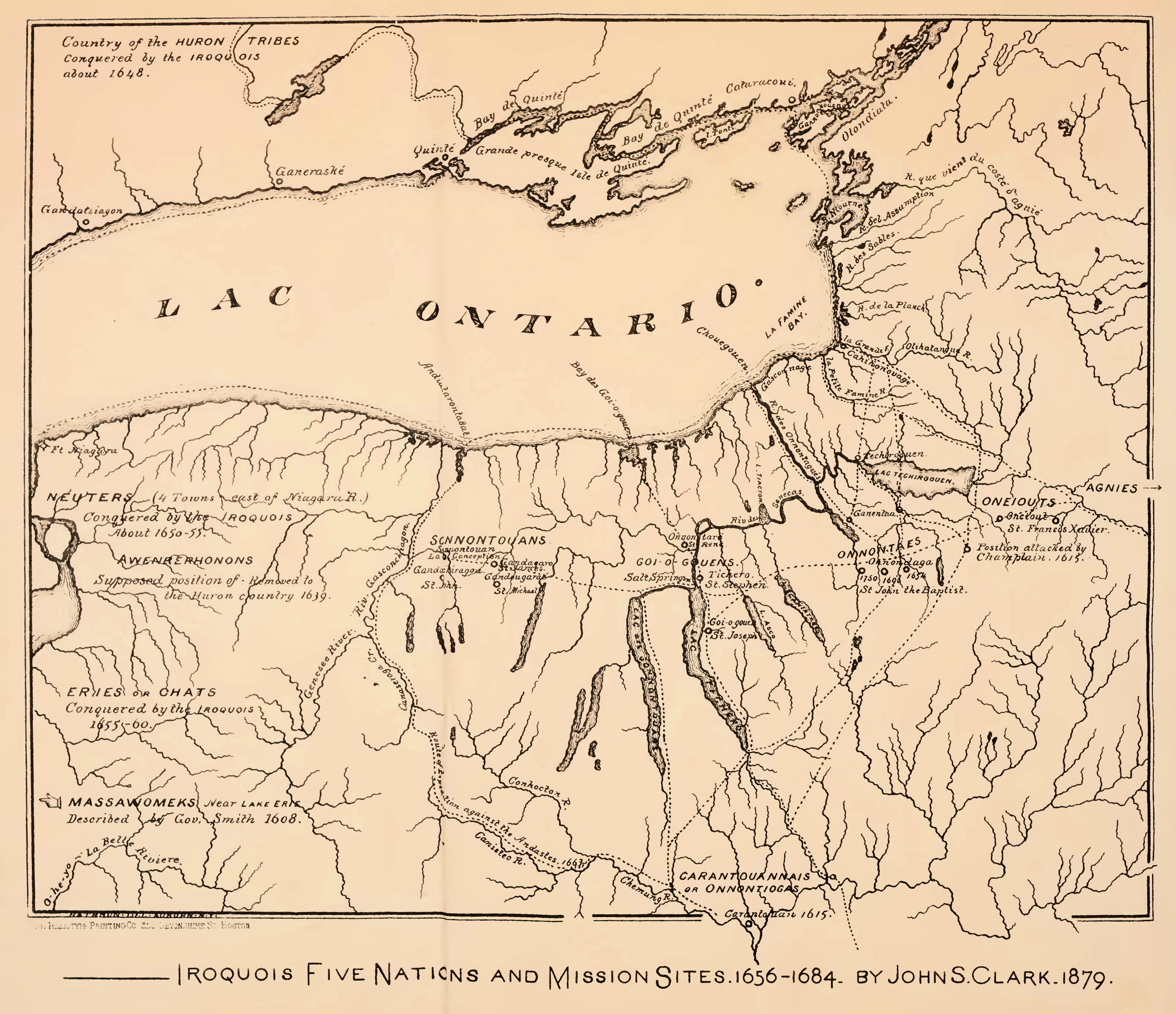
Carte des Cinq Nations iroquoises et des sites de missions entre 1656 et 1684.

#### Les Iroquoiiens de Nouvelle-France
La famille iroquoienne (ou huronne-iroquoise) comprend plusieurs confédérations: Pétuns, Neutres, Eriés, Susquehannocks, Hurons, Iroquois et Cherokees. Chaque confédération se divise à son tour en plusieurs nations, incluant pour les Iroquois: Senecas (ou Tsonnontouans), Cayugas (ou Goyogouins), Onondagas (ou Onnontagués), Onneiouts (ou Oneidas) et Mohawks (ou Agniers). Les seules alliances que ces cinq nations entrenaient étaient entre elles-mêmes ; la confédération iroquoise était ainsi entourée d’ennemis. Les Iroquois occupaient un territoire situé sur l’actuel État de New York.
Alors que les hommes s’occupaient surtout de chasse et de pêche, les femmes complétaient par l’activité agricole. Les villages étaient composés de maisons longues dont chacune logeait une famille matrilinéaire.

#### Préludes difficiles
Après 1650, les missions jésuites auprès des Amérindiens connurent une perte d’intensité à la suite du démantèlement de la confédération huronne par les Iroquois. Les efforts pour développer de nouvelles missions chez les Iroquois restaient infructueux.  Les Jésuites quant à eux croyaient qu’une mission en territoire iroquois pourrait contribuer à ramener la paix entre Iroquois, Hurons et même Algonquiens. Bien que des projets furent élaborés dès 1654, la mission dut être reportée de deux ans notamment à cause du naufrage d’un navire qui devait assurer le financement de la mission.
Pendant ce temps, les Jésuites multipliaient les voyages de reconnaissance en territoire autochtone. Le Père Pierre Le Moyne alla à la rencontre des Onnontagués entre juillet et septembre 1654. Il y renouvela [?] la paix avec les Français [?] et baptisa le chef de la nation. L’année suivante le Père Pierre-Joseph-Marie Chaumonot et le Père Claude Dablon allèrent sonder l’opinion iroquoise à propos d’un établissement français sur leur territoire. Ils reçurent une réponse majoritairement positive, bien que les Iroquois imposaient comme condition de leur amener les Hurons pour les incorporer à la confédération iroquoise. Les Agniers s’opposaient cependant au projet. Dablon retourna à Montréal en mars 1656 pour sommer le gouverneur et le jésuite supérieur de Québec d’approuver la mission.

#### De la fin de Gennentaha à la Grande Paix de Montréal, 1661-1701
Outre la conversion des autochtones, les Jésuites jouaient un rôle important dans les relations diplomatiques entre Français et Amérindiens. Leur maîtrise des différentes langues autochtones, primordiale pour la conversion, faisait d’eux d’aptes ambassadeurs en ce qui a trait aux négociations de paix et au rapatriement des otages. En 1661, le Père Simon Lemoyne se rendit en territoire iroquois et obtint la libération de dix-neuf otages français. De manière plus signifiante que les sauvetages individuels, la carrière missionnaire du Père Pierre Millet en Iroquoisie (1668-1694) montre un jésuite impliqué dans la haute politique amérindienne. En 1689, il obtint le titre de Sachem héréditaire de la Ligue des Cinq-Nations, ce qui lui permit de promouvoir avec grande influence une paix avec les Français lors des conseils des nations iroquoises.
La mission du Père Jean Pierron chez les Agniers et Onneiouts entre 1667 et 1670 est un cas où la peinture est utilisée comme outil de conversion. Pierron créait ses propres œuvres picturales représentant les thèmes cruciaux de la foi chrétienne : les Dix Commandements, les sept sacrements, les trois vertus theologuales, etc., pour ultimement montrer le chemin vers le paradis ou l'enfer. Selon le Père Mercier, Pierron acquit ainsi une haute notoriété chez les Iroquois. Les efforts de Pierron se heurtaient cependant au commerce entre Agniers et Hollandais : les derniers vendaient de l'eau-de-vie aux premiers, ce qui était contraire à l'enseignement jésuite et limitait la compréhension du message. 
Arrivé en 1669 à la mission Saint-Jean-Baptiste chez les Onnontagués, le père Jean de Lamberville connut un certain succès dans ses conversions, bien que la plupart des baptêmes furent donnés aux enfants et adultes mourants, qui présentaient moins de résistance. À la suite de cette action chez les Iroquois, Lamberville fut nommé supérieur des missions iroquoises en Nouvelle-France, ainsi que négociateur avec les ennemis anglais et hollandais. À la demande du gouverneur général Jacques-René Brisay de Denonville, Lamberville entraîna les chefs iroquois au fort Carakoui (Fort Frontenac). Le gouverneur avait dit au jésuite que les Français voulaient négocier une paix ; en réalité, il s'agissait d'un piège et plusieurs Iroquois furent faits prisonniers. Cet exemple montre un jésuite manipulé par les autorités séculières pour des visées qui divergeaient de celles de la Compagnie de Jésus. 
Le frère de ce jésuite, Jacques de Lamberville, consacra trente-sept années aux missions iroquoises. Dès 1675 on l'attribua à la mission des Agniers et on l'utilisa également comme négociateur chez les Onnontagués. Il a baptisé l'Iroquoise Kateri Tekakwitha qui s'est déplacée par la suite à la mission mohawk de Saint-François-Xavier du Sault-Saint-Louis, à Kahnawake.
Le Père Claude Chauchetière, en mission au Sault Saint-Louis dans les années 1680, poursuivit la tradition picturaliste du Père Jean Pierron. Cependant, plutôt que de peindre lui-même, il commandait des peintures qu'il disposait en livres illustrés contenant les "sept péchés capitaux, l'enfer, le jugement, la mort et quelques dévotions comme le rosaire, les cérémonies de la messe. Cela fait de lui le premier jésuite à avoir fourni aux Amérindiens de Nouvelle-France un catéchisme en images. 
Bien que la technique picturale fut un moyen de rendre l'enseignement jésuite attrayant au premier abord, il ne résulta jamais en une stratégie de conversion efficace à long terme. Cela est dû à l'inflexibilité de l'imagerie chrétienne, qui échouait à s'adapter à la culture et aux perceptions autochtones. Au mieux, des éléments chrétiens s'imbriquaient à moyen terme dans la culture iroquoise, mais cette cohabitation était peu viable et tendait à s'effacer au profit de la culture dominante des Iroquois.

### Essoufflement des missions, 1701-1763
La Grande paix de Montréal de 1701 marqua la fin des guerres franco-iroquoises. Le rôle et l'influence des Jésuites furent réduits, puisque la paix mit un terme à leur rôle d'ambassadeur chez les autochtones. Bien que la Compagnie de Jésus poursuivit ses activités missionnaires au XVIIIe siècle, elle ne connut plus un support gouvernemental aussi fort que celui dont elle avait bénéficié au siècle précédent. À la suite de la conquête britannique de la Nouvelle-France (1759-63), les Canadiens français purent certes conserver leur liberté de culte, mais la Compagnie de Jésus restait une organisation papiste et donc subversive. Leurs collèges furent saisis et mis à la disposition des troupes britanniques, tandis que les missions auprès des autochtones furent enrayées.